# Стшегом
Стшегом, Стригау (пол. Strzegom, нем. Striegau) — город в Польше, входит в Нижнесилезское воеводство, Свидницкий повят. Административный центр городско-сельской гмины Стшегом. Занимает площадь 20,5 км². Население — 16 932 человека (на 2004 год).

## История
В 1163 году на территории Стршегома было основано комтурство ордена иоаннитов.

### Вторая мировая война
Немецкие войска, дислоцированные в городе, приняли участие во вторжении в Польшу, которое положило начало Второй мировой войне в 1939 году. Во время войны нацистская Германия использовала территорию недалеко от города в качестве вспомогательного лагеря близлежащего концентрационного лагеря Гросс-Розен. Немцы также создали четыре трудовых отряда в Шталаге VIII - лагере для военнопленных. 11 марта вермахт отбил город. Официальная немецкая пресса широко распространяла сообщения о зверствах советских войск в городе. 7 мая Красная армия захватила Штригау во второй раз.
В конце июня советы передали город под управление Польши. Было восстановлено его историческое польское название Стшегом. В результате Потсдамской конференции 1945 года Стшегом вновь стал частью Польши, а его немецкие жители были изгнаны в соответствии с Потсдамским соглашением. Город был вновь заселен поляками, которые, в свою очередь, были изгнаны из бывшей восточной Польши, аннексированной Советским Союзом в результате пакта Гитлера-Сталина 1939 года.

## Фотографии

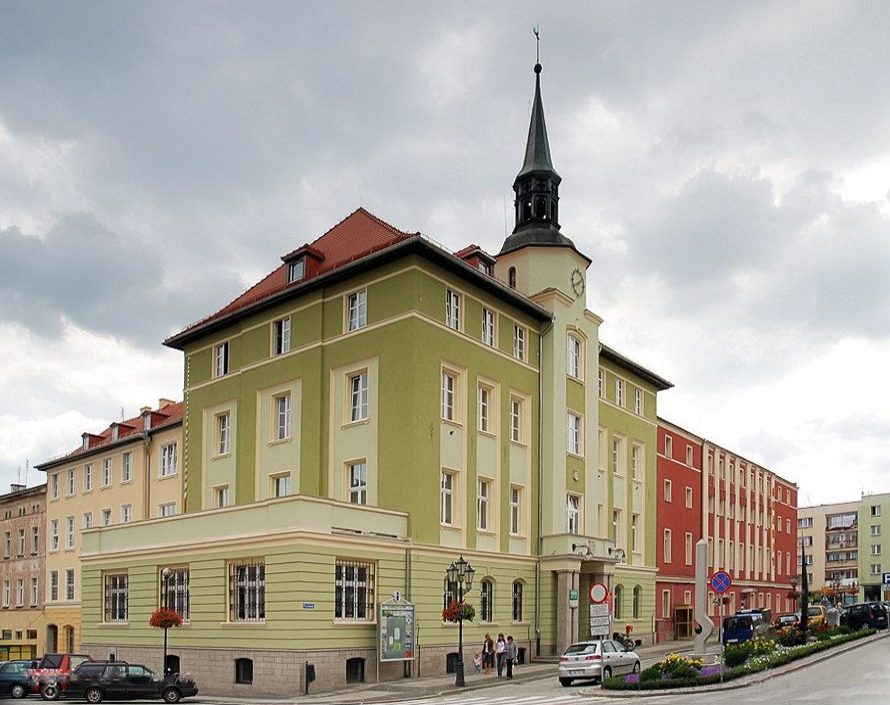
Ратуша
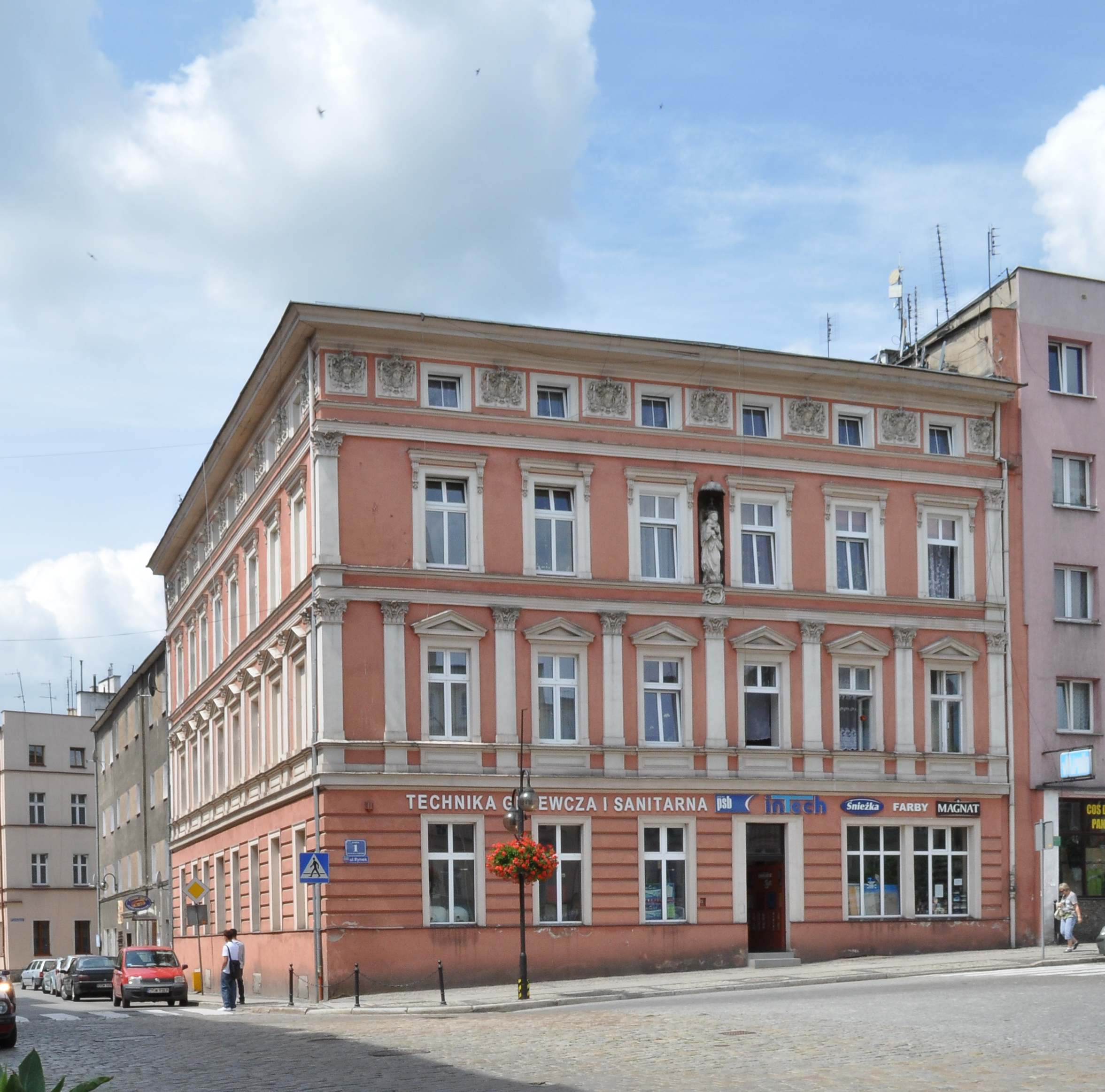
Рыночная площадь, дом № 1
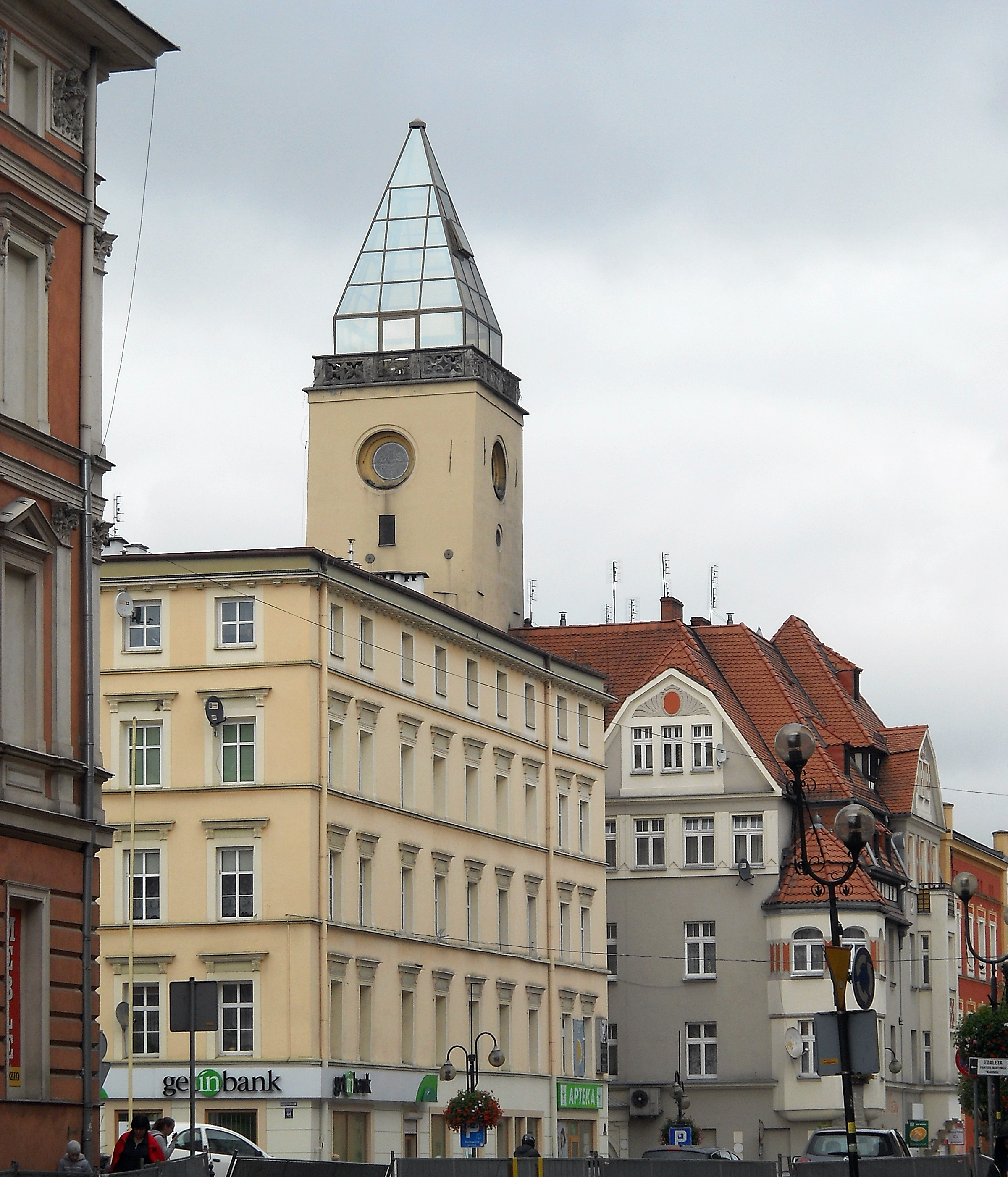
Старый город
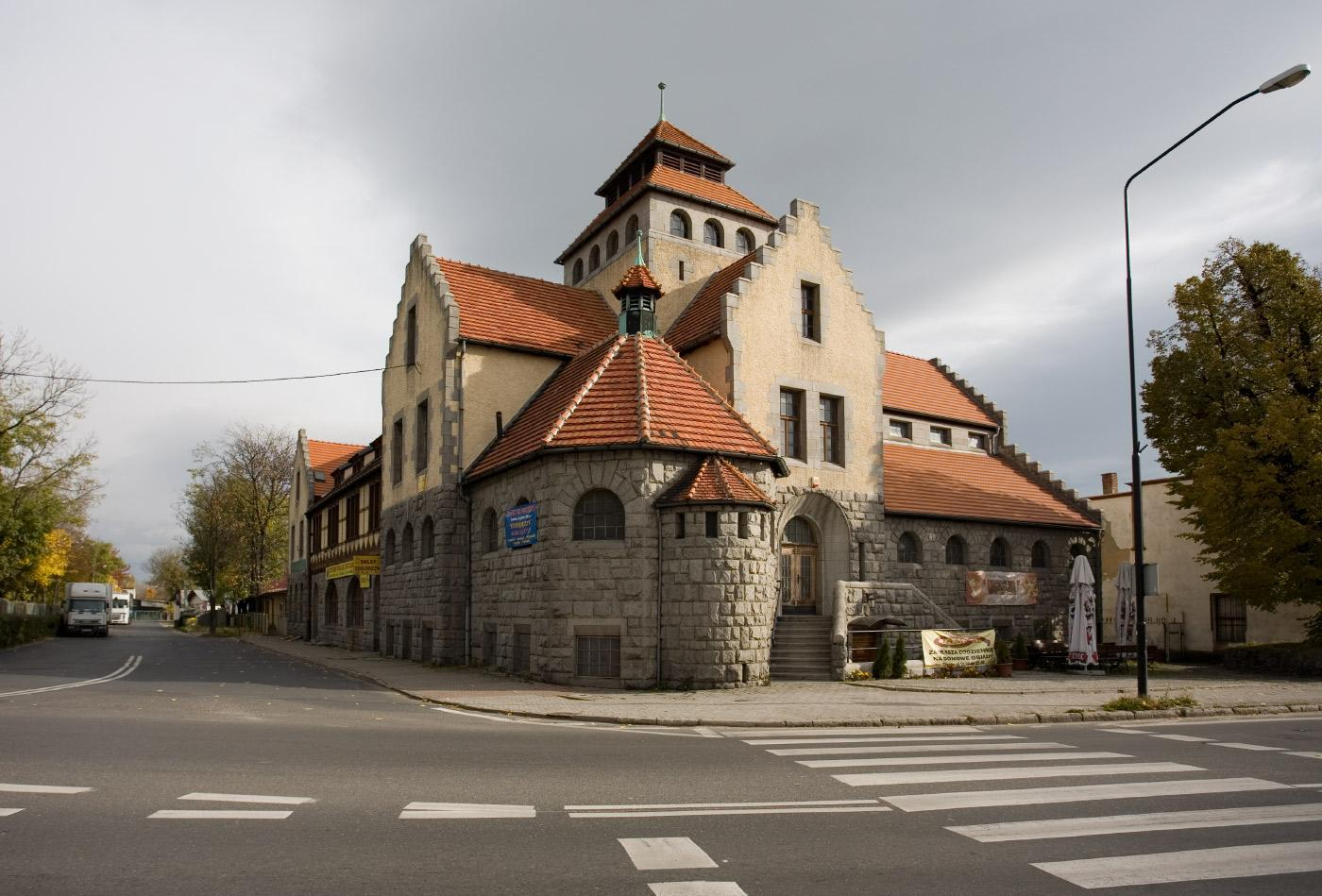
Старинный дом
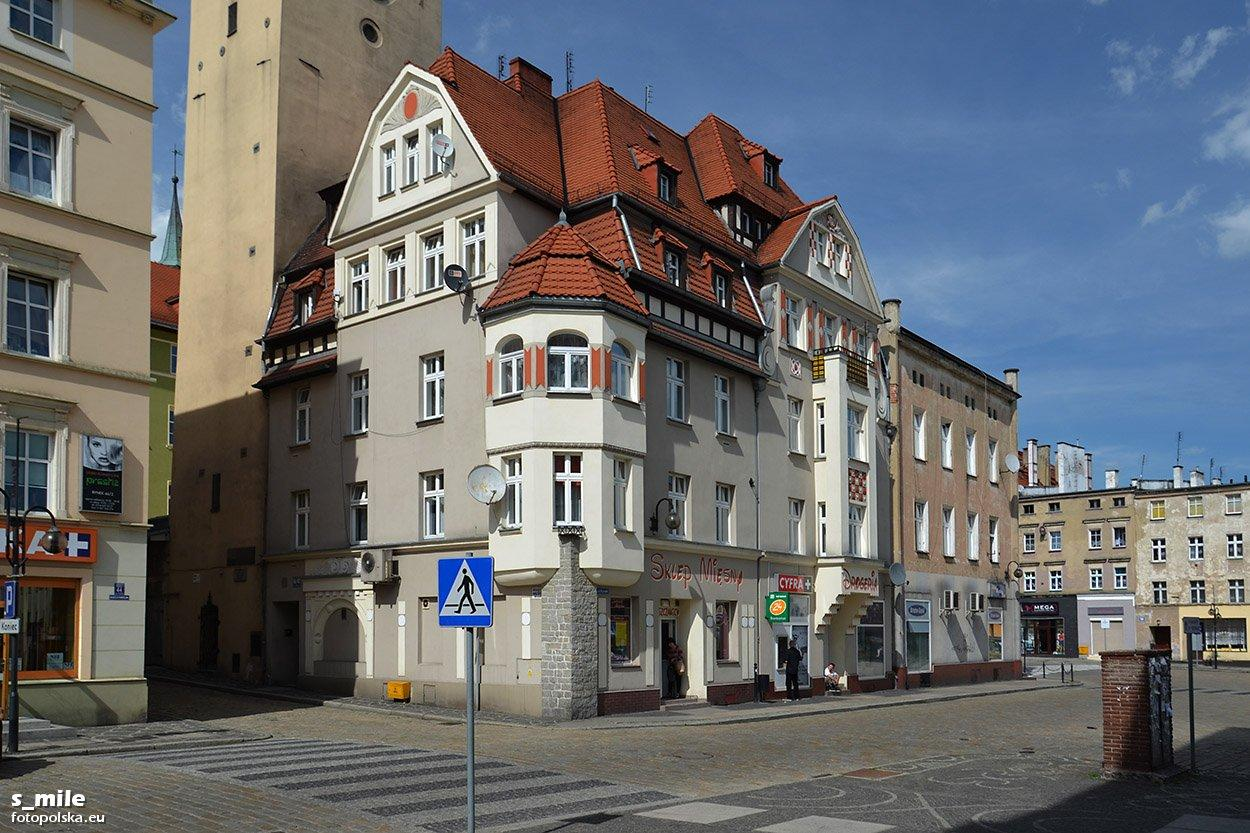
Старый дом
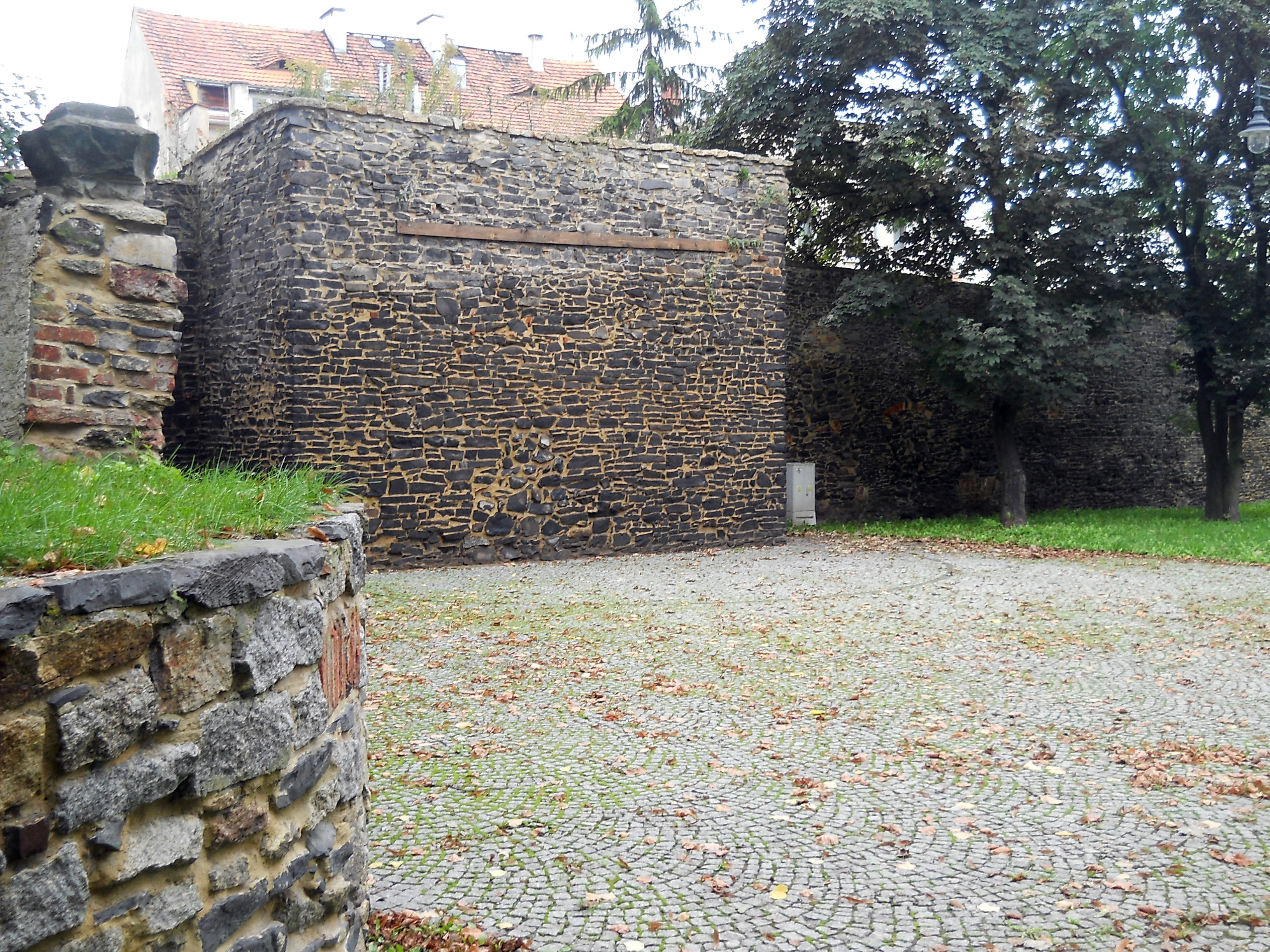
Оборонительная стена
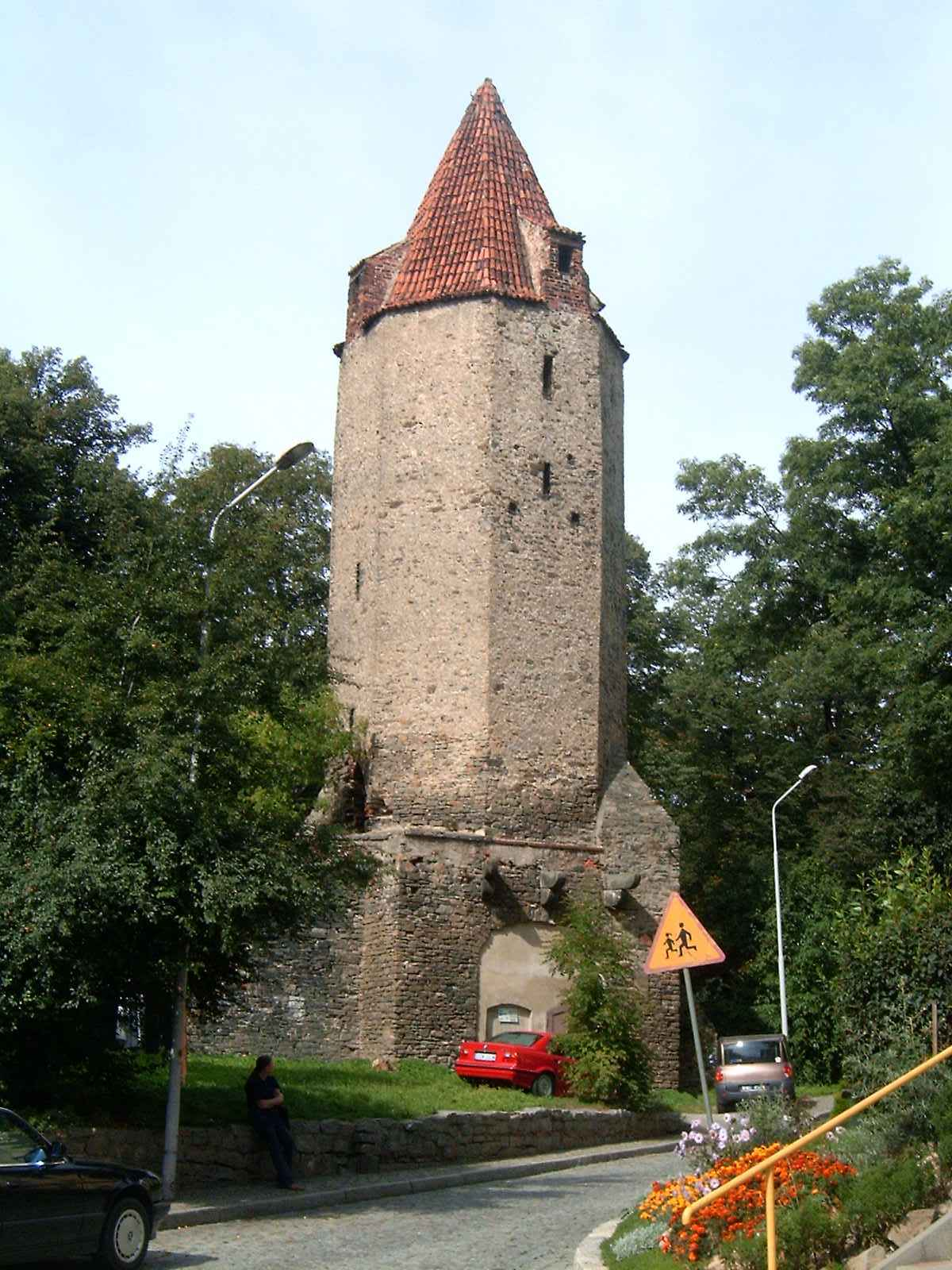
Башня «Шнабель»
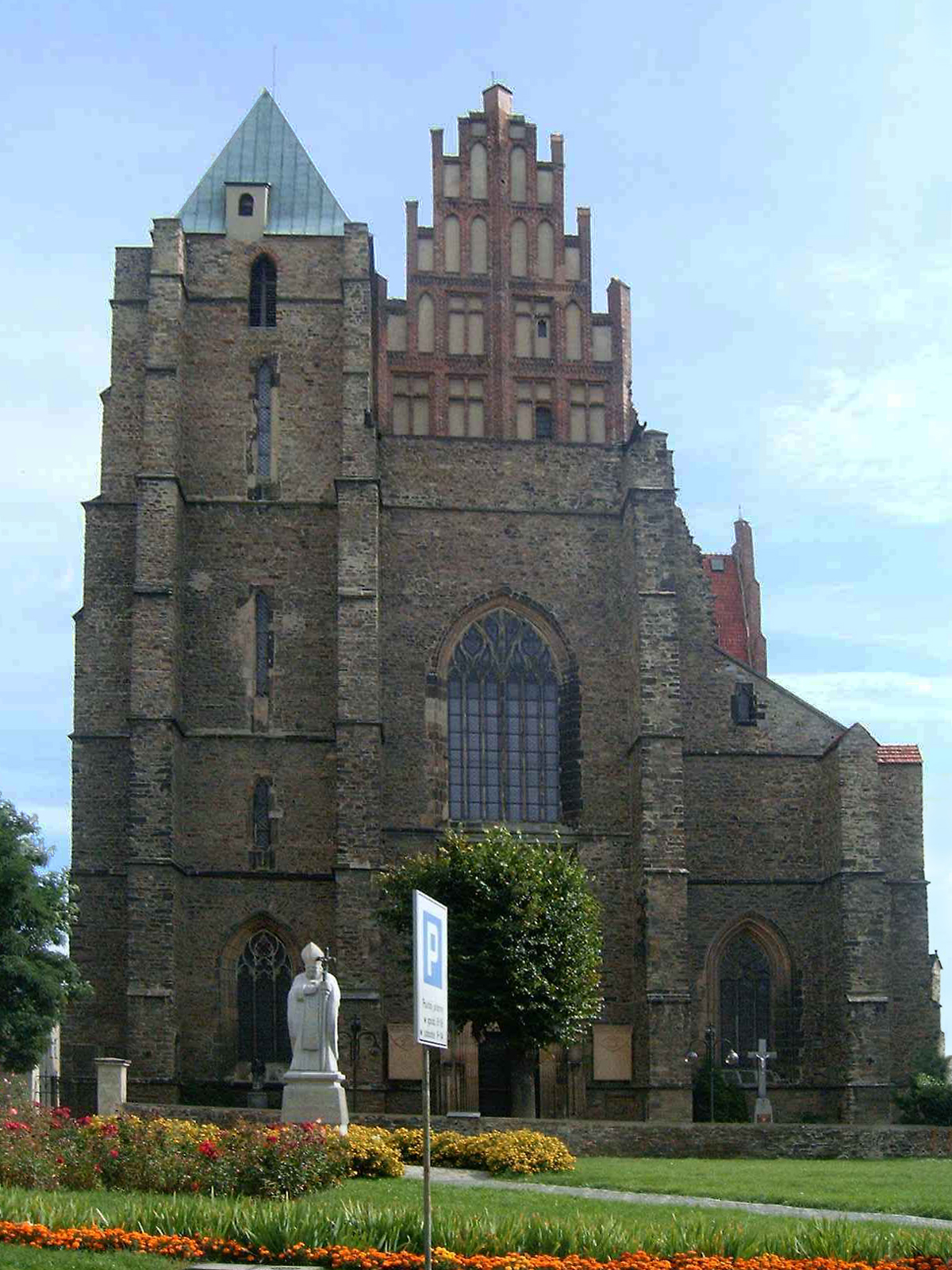
Костёл Святых Апостолов Петра и Павла
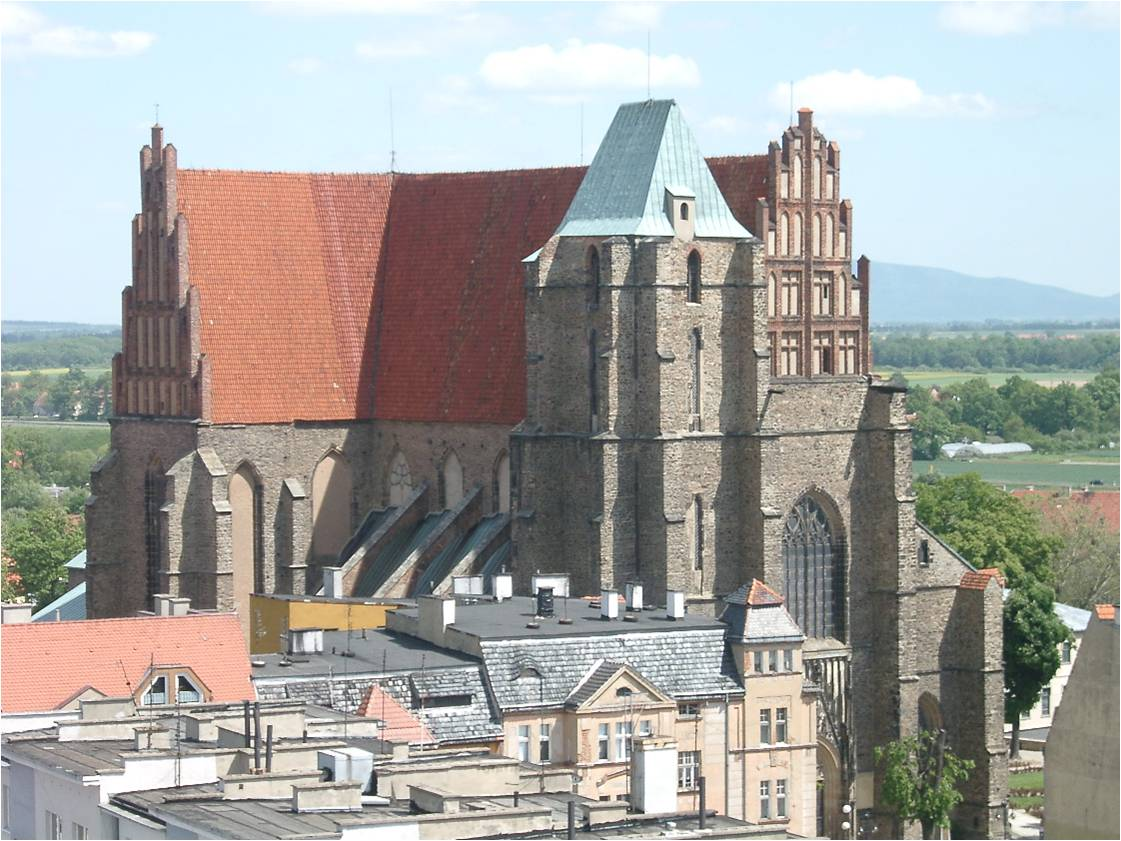
Базилика Святых Апостолов Петра и Павла, 1239 г.
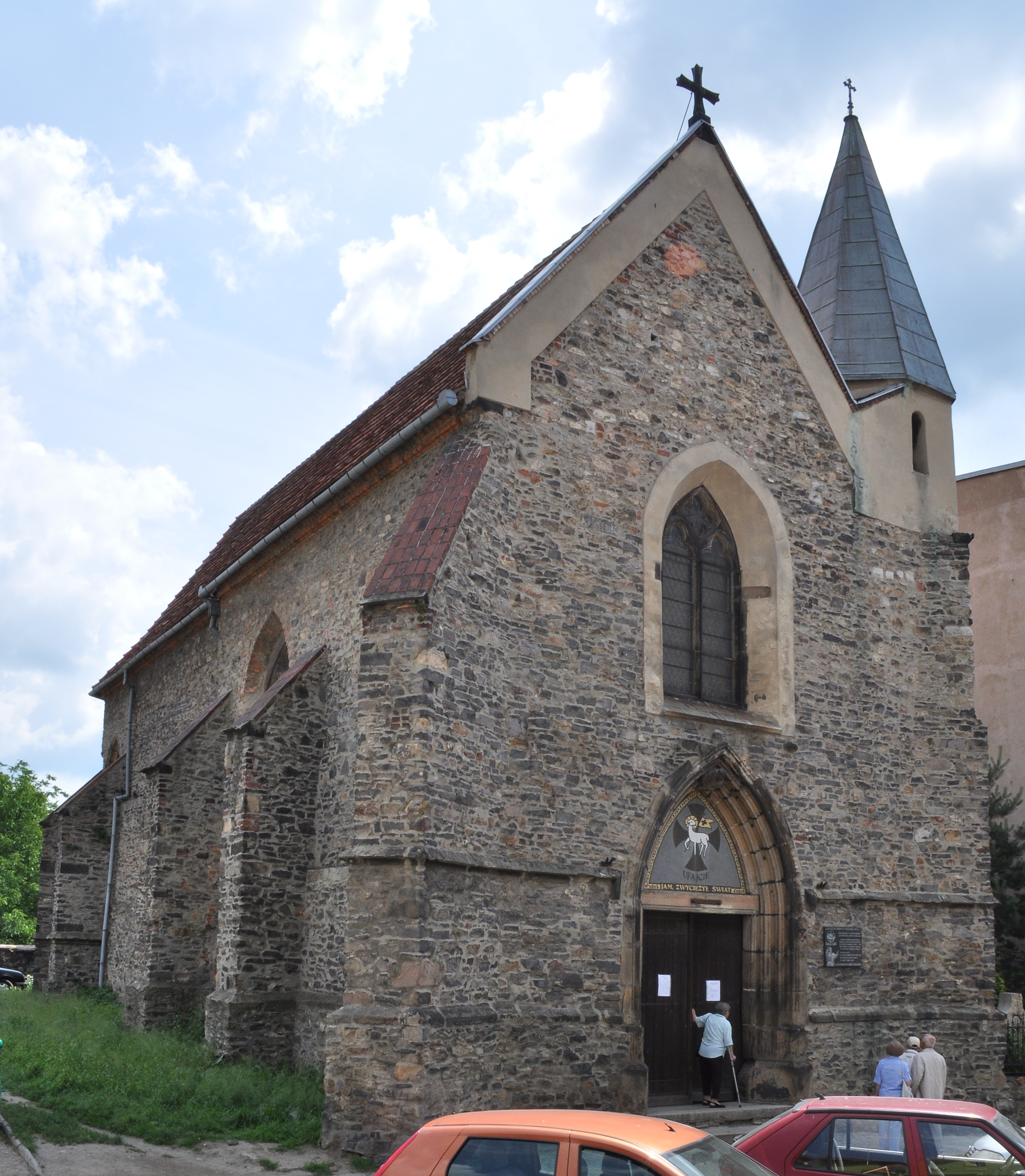
Костёл Св. Барбары
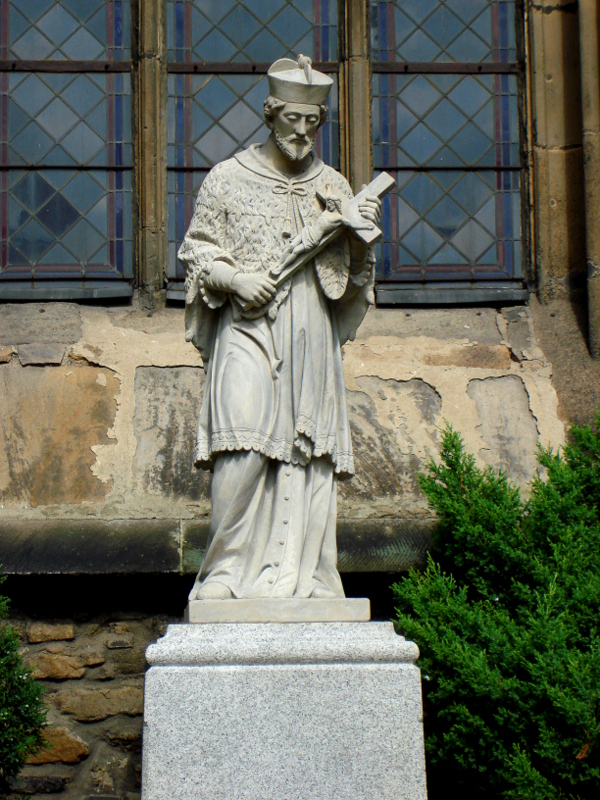
Статуя Яну Непомуцкому перед церковью Святых Апостолов Петра и Павла